# Abierto de Estados Unidos 1986
Lista de los campeones del Abierto de Estados Unidos de 1986:

## Individual masculino
Ivan Lendl (República Checa) d. Miloslav Mečíř (República Checa), 6–3, 6–2, 4–6, 7–5

## Individual femenino
Martina Navratilova (USA) d. Helena Suková (República Checa), 6–0, 6–4

## Dobles masculino
Andrés Gómez(ECU)/Slobodan Živojinović (YUG)

## Dobles femenino
Martina Navratilova (USA)/Pam Shriver (USA)

## Dobles mixto
Raffaella Reggi (ITA)/Sergio Casal (ESP)
| Predecesor: 1985                         | Abierto de Estados Unidos 1986 | Sucesor: 1987                      |
| Predecesor: Campeonato de Wimbledon 1986 | Grand Slam 1986                | Sucesor: Abierto de Australia 1987 |

- Datos: Q1576225